# Pelargonium ternifolium
Pelargonium ternifolium är en näveväxtart som beskrevs av P.J. Vorster. Pelargonium ternifolium ingår i släktet pelargoner, och familjen näveväxter. Inga underarter finns listade i Catalogue of Life.